# Joan Baker
Joan Elizabeth Baker, née en 1922 à Cardiff et décédée le 7 avril 2017 dans la même ville, est une artiste peintre et professeure d'art galloise.

## Biographie
Joan Elizabeth Baker est la fille de Joseph Baker, un ingénieur maritime, et de Mary Baker, née Harrison. Dès son plus jeune âge, elle souhaite devenir « une peintre qui jardine ou une jardinière qui peint ». Elle fréquente tout d’abord l'école pour filles Howell's à Llandaff, au nord de la ville.
Elle intègre ensuite la Cardiff School of Art à partir de 1939, où elle a pour professeurs, le directeur de l'école et artiste de guerre surréaliste, Evan Charlton, ainsi que le peintre et graveur, Ceri Richards (en), qui arrive en 1940 après la fermeture des écoles d'art de Londres pendant le Blitz. Âgée de seize ans, elle est la seule fille à recevoir une bourse d'études pour fréquenter l’établissement, qui deviendra le Cardiff School of Art & Design (en) en 1949.
En 1954, à la suite d'un accident de voiture sur les quais de Cardiff, son père décède accidentellement d’une noyade. Elle choisit de s'occuper de sa mère, et ce jusqu'à sa mort en 1976.
Après avoir pris sa retraite de l'enseignement en 1984, elle continue à peindre et à exposer. Elle décède en 2017, à l'âge de 94 ans, dans la maison où elle est née, avec vue sur Victoria Park, Cardiff (en).

## Carrière artistique
En tant que peintre, Joan Baker réalise un certain nombre de commandes de peintures murales, notamment pour le Cardiff Overseas Club en 1946, et pour l'école primaire d'Ely en 1952. Elle s’attache principalement aux lieux côtiers et intérieurs de Cardiff et du reste du sud du Pays de Galles.
L’artiste participe à quelques expositions et notamment l’évènement Six Cardiff Artists en 1953 à Cardiff, ou à la Glynn Vivian Art Gallery de Swansea, en 1955.
En 2012, Joan Baker participe à une série télévisée de la BBC sur l'art au Pays de Galles.

## Enseignement
Joan Baker enseigne la peinture au Cardiff College of Art de 1945 à 1983. Elle est la première femme à diriger un département artistique important au Pays de Galles,. Elle compte parmi ses élèves, le peintre gallois, Ernest Zobole (en). Elle est également cheffe de la fondation et directrice adjointe des études,.